# ニセイロガワリ
ニセイロガワリ（学名: Imleria badia）はイグチ科の菌類。英語圏では一般にはBay Boleteとしても知られる。可食種であり、傘の裏側はイグチ類に一般的な管孔をもつ。ヨーロッパ、北アメリカで見られる。しばしば、ヤマドリタケとの関係が乏しいと考えられるが、アントニオ・カルルッチョのような専門家に高い関心をもたれている。

## 特徴

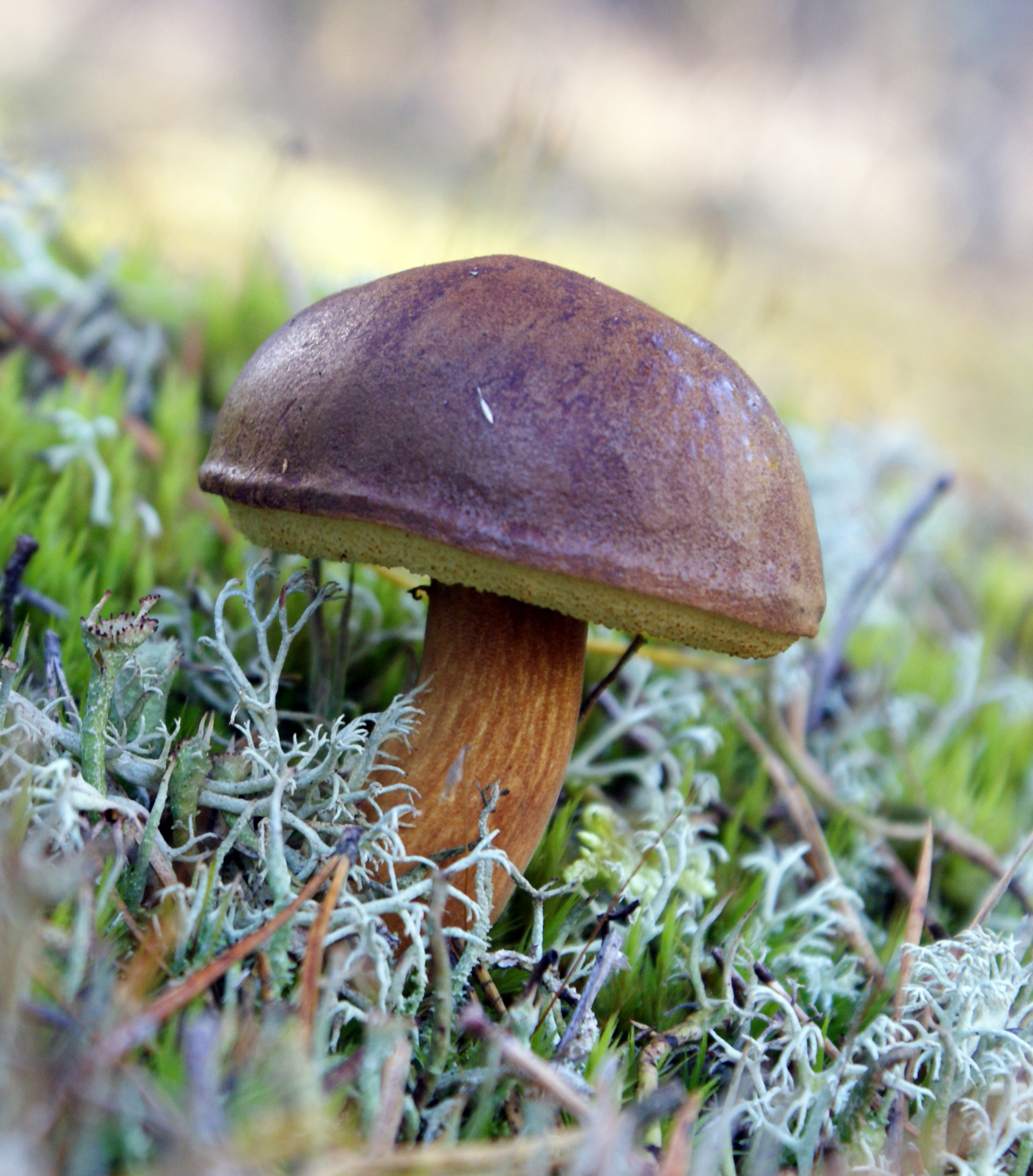
若い子実体

ニセイロガワリの英語名であるBay Boletusはbay colorや栗色の傘から来ていると考えられる。
傘は球形の状態から開いていき、18cm程度に達する。管孔の部分は時間が経つにつれて肌色から黄色へと変化する。肉の部分は白い。傷つけられたり切られるなどの衝撃を受けると、管孔、肉ともに、そこから青く変色する。
柄は最大12.5cm程度に達する。色は傘の色よりも浅い色合いになる。
この種は他のイグチ属の種に比べ虫が湧き難いとされている。

## 分布・生息地
ニセイロガワリは一般的にヨーロッパや北アメリカ、東カナダのミネソタ州からノースカロライナ州の森に生える。生える時期は秋方。

## 食用
この種は食べることができる。

## 参照
1. ↑  属の推移: Boletus (1818)→Rostkovites (1881)→Viscipellis (1886)→Ixocomus (1888)→Suillus (1898)→Xerocomus (1931)→Imleria (2014)
2. ↑  Carluccio A (2003). The Complete Mushroom Book. Quadrille. ISBN 1-84400-040-0
3. ↑  Jordan P & Wheeler S (2001). The Ultimate Mushroom Book. Hermes House. ISBN
4. ↑  Phillips R (1991). Mushrooms of North America. Little, Brown & Co.. ISBN